# Susana González (investigadora)
Susana González es una bióloga, investigadora y profesora uruguaya. 
Trabaja como Profesora Titular de Investigación en el Departamento de Biodiversidad y Genética del Instituto de Investigaciones Biológicas Clemente Estable.Fue la presidenta del Instituto de Investigaciones Biológicas Clemente Estable durante el período desde 2016 a 2020.
En 2016 fue galardonada el Premio L'Oréal-UNESCO a Mujeres en Ciencia por su proyecto titulado: Aplicación de marcadores moleculares para determinar unidades de conservación de cérvidos latinoamericanos.

## Trayectoria
En 1980, inició la Licenciatura en Ciencias Biológicas en la Universidad de la República (UDELAR), la cual finalizó en 1987. Su investigación se centró en el estudio citogenético y craneométrico de la liebre (Lepus sp.) introducida en Uruguay. Posteriormente, entre 1989 y 1991, completó su Maestría en Ciencias Biológicas. Esta se centró un estudio sobre la nutria Myocastor coypus y su variabilidad genética mediante análisis citogenéticos. En el año 1992 comenzó el Doctorado en Ciencias Biológicas, que culminó en 1997. El título de su tesis doctoral es "Análisis de la variabilidad morfológica y genética del venado de campo (Ozotoceros bezoarticus) y sus consecuencias para la conservación"
Fue la presidenta del Instituto de Investigaciones Biológicas Clemente Estable durante el período desde 2016 a 2020.
Desde el 2014 trabaja como Profesora Titular e Investigadora Grado 5 en el Instituto de Investigaciones Biológicas Clemente Estable.

## Premios
- 2010, Premio Whitley
- 2016, Premio L'Oréal UNESCO para las Mujeres en Ciencia